# Alexīs Kalogeropoulos
Alexīs Kalogeropoulos (in greco Αλέξης Καλογερόπουλος?; Andravida, 26 luglio 2004) è un calciatore greco, difensore dell'Olympiacos.

## Caratteristiche tecniche
È un difensore centrale.

## Carriera

### Club
Kalogeropoulos è cresciuto nelle giovanili di Dafni Andravidas ed Asteras Tripolīs e nel 2020 è stato acquistato dall'Olympiacos. Ha debuttato in prima squadra il 5 maggio 2021 nell'incontro di Souper Ligka Ellada pareggiato 1-1 contro l'Arīs Salonicco. Relegato nella squadra B nelle due successive stagioni, è tornato a giocare con la prima il 2 novembre 2022 scendendo in campo da titolare nell'incontro della fase a gironi di UEFA Europa League perso 2-0 contro il Nantes.
Il 28 agosto 2023, dopo aver rinnovato fino al 2026, è stato ceduto in prestito al Volo per una stagione.

### Nazionale
Ha giocato nelle nazionali giovanili greche Under-19 ed Under-21.

## Statistiche

### Presenze e reti nei club
Statistiche aggiornate al 21 aprile 2024.
| Stagione        | Squadra         | Campionato      | Campionato | Campionato | Coppe nazionali | Coppe nazionali | Coppe nazionali | Coppe continentali | Coppe continentali | Coppe continentali | Altre coppe | Altre coppe | Altre coppe | Totale | Totale | Totale |
| Stagione        | Squadra         | Comp            | Pres       | Reti       | Comp            | Pres            | Reti            | Comp               | Pres               | Reti               | Comp        | Pres        | Reti        | Pres   | Reti   |        |
| --------------- | --------------- | --------------- | ---------- | ---------- | --------------- | --------------- | --------------- | ------------------ | ------------------ | ------------------ | ----------- | ----------- | ----------- | ------ | ------ | ------ |
| 2021-2022       | Olympiacos B    | SL2             | 13         | 0          |                 | -               | -               |                    | -                  | -                  |             | -           | -           | 13     | 0      |        |
| 2022-2023       | Olympiacos B    | SL2             | 14         | 0          |                 | -               | -               |                    | -                  | -                  |             | -           | -           | 14     | 0      |        |
| 2020-2021       | Olympiacos      | SL              | 3          | 0          | CG              | 0               | 0               | UCL+UEL            | 0                  | 0                  |             | -           | -           | 3      | 0      |        |
| 2021-2022       | Olympiacos      | SL              | 0          | 0          | CG              | 0               | 0               | UCL+UEL            | 0                  | 0                  |             | -           | -           | 0      | 0      |        |
| 2022-2023       | Olympiacos      | SL              | 0          | 0          | CG              | 0               | 0               | UCL+UEL            | 0+1                | 0                  |             | -           | -           | 1      | 0      |        |
| 2023-2024       | Volo            | SL              | 23         | 0          | CG              | 3               | 0               |                    | -                  | -                  |             | -           | -           | 26     | 0      |        |
| Totale carriera | Totale carriera | Totale carriera | 53         | 0          |                 | 3               | 0               |                    | 1                  | 0                  |             | -           | -           | 57     | 0      |        |

## Palmarès

### Club
- Campionato greco: 2

Olympiakos: 2020-2021, 2021-2022